# Yemi Mary John
Yemi Mary John (* 3. Mai 2003 in London) ist eine britische Leichtathletin, die sich auf den Sprint spezialisiert hat. 2023 gewann sie bei den Weltmeisterschaften in Budapest die Silbermedaille mit der britischen Mixed-Staffel sowie eine Bronzemedaille in der 4-mal-400-Meter-Staffel.

## Sportliche Laufbahn
Erste internationale Erfahrungen sammelte Yemi Mary John im Jahr 2021, als sie bei den U20-Europameisterschaften in Tallinn in 53,06 s die Silbermedaille im 400-Meter-Lauf gewann. Im Jahr darauf startete sie mit der britischen 4-mal-400-Meter-Staffel bei den Hallenweltmeisterschaften in Belgrad und belegte dort nach 3:29,82 min den fünften Platz. Im August siegte sie in 51,50 s über 400 Meter bei den U20-Weltmeisterschaften in Cali und sicherte sich mit der Staffel in 3:31,86 min die Bronzemedaille. Anschließend begann sie ein Studium an der University of Southern California in den Vereinigten Staaten. 2023 siegte sie in 51,04 s über 400 Meter bei den U23-Europameisterschaften in Espoo. Im August verhalf sie der britischen 4-mal-400-Meter-Staffel bei den Weltmeisterschaften in Budapest zum Finaleinzug und trug damit zum Gewinn der Bronzemedaille bei. Zudem sicherte sie sich in der Mixed-Staffel mit neuem Landesrekord von 3:11,06 min gemeinsam mit Lewis Davey, Laviai Nielsen und Rio Mitcham die Silbermedaille hinter dem Team aus den Vereinigten Staaten. Im Jahr darauf verhalf sie der britischen Frauenstaffel bei den Olympischen Sommerspielen in Paris zum Finaleinzug und trug damit zum Gewinn der Bronzemedaille bei. 2025 gewann sie bei den U23-Europameisterschaften in Bergen in 50,50 s die Silbermedaille über 400 Meter hinter der Norwegerin Henriette Jæger und siegte mit der Frauenstaffel mit neuem Europarekord von 3:26,52 min.

## Persönliche Bestzeiten
- 400 Meter: 50,50 s, 19. Juli 2025 in Bergen
  - 400 Meter (Halle): 51,74 s, 27. Januar 2024 in Fayetteville